# Brentonico
Brentonico est une commune italienne d'environ 4 000 habitants située dans la province autonome de Trente dans la région du Trentin-Haut-Adige dans le nord-est de l'Italie.

## Administration
| Période                                  | Période | Identité            | Étiquette | Qualité |
| ---------------------------------------- | ------- | ------------------- | --------- | ------- |
|                                          |         | Christian Perenzoni |           |         |
| Les données manquantes sont à compléter. |         |                     |           |         |

### Hameaux
Fontechel, Crosano, Cazzano, Castione, Corné, Festa,Prada, Sorne, S.Giacomo, S.Valentino, Polsa,Saccone

### Communes limitrophes
Les communes limitrophes sont  Ala, Avio, Malcesine, Mori et Nago-Torbole.

## Personnalité liée à la commune
- Maria Bertoletti Toldini (1656 - 1716), condamnée pour sorcellerie y fut brûlée.